# 1-я Стекольная улица
Пе́рвая Стеко́льная у́лица (до 5 апреля 1965 года — у́лица Че́хова (Ле́нино), до 1960 года — у́лица Че́хова посёлка Ленино-Дачное) — улица, расположенная в Южном административном округе города Москвы на территории района Бирюлёво Восточное.

## История
Улица находится на территории бывшего посёлка Ленино-Дачное, где она называлась у́лица Че́хова в честь А. П. Чехова (1860—1904). В 1960 году посёлок Ленино-Дачное вошёл в состав Москвы, улица была переименована в у́лицу Че́хова (Ле́нино), а 5 апреля 1965 года для устранения одноимённости с улицей Чехова (ныне — улица Малая Дмитровка) и улицей Чехова в Кускове (ныне — Рассветная аллея) улица была переименована и получила современное название по располагавшемуся здесь стекольному заводу (2-я Стекольная улица была упразднена).

## Расположение
1-я Стекольная улица проходит от Дуговой улицы на запад до территории бывшего стекольного завода. Нумерация домов начинается от Дуговой улицы.

## Примечательные здания и сооружения
По нечётной стороне: Бизнес-центр 1-я Стекольная 7 (Бизнес-центр B класса)
По чётной стороне:

## Транспорт
По 1-й Стекольной улице маршруты наземного общественного транспорта не проходят. Северо-восточнее проезда, на Липецкой улице, расположена остановка «Царицынский путепровод» автобусов 489, 814, 921, м87, м88, м89, м89к, с869, с891, н13.

### Метро
- Станция метро «Царицыно» Замоскворецкой линии — северо-восточнее улицы, на пересечении Каспийской и Луганской улиц.